# Iwan Sadczikow
Iwan Wasiljewicz Sadczikow, ros. Иван Васильевич Садчиков (ur. 24 czerwca 1906, zm. 3 marca 1989) – radziecki dyplomata.

## Życiorys
Członek WKP(b), od 1939 pracował w Ludowym Komisariacie Spraw Zagranicznych ZSRR, w 1942 – zastępca kierownika, natomiast w latach 1943–1945 pełnił funkcję kierownika Wydziału Środkowego Wschodu tego komisariatu. 
Od 13 marca 1945 do 26 lutego 1946 był ambasadorem nadzwyczajnym i pełnomocnym ZSRR w Jugosławii, od 26 lutego 1946 do 17 lipca 1953 – ambasador nadzwyczajny i pełnomocny ZSRR w Iranie, od lipca 1953 - zastępca kierownika Wydziału Państw Bliskiego i Środkowego Wschodu Ministerstwa Spraw Zagranicznych ZSRR.
W latach 1953–1955 był zastępcą kierownika Wydziału IV Europejskiego MSZ ZSRR. 1956–1959 piastował funkcję eksperta-konsultanta Komisji ds. Publikacji Dokumentów Dyplomatycznych MSZ ZSRR, od 1969 – dyrektor moskiewskiego oddziału Międzynarodowej Federacji Związków Zawodowych.
Został pochowany w Moskwie na cmentarzu Kuncewskim.

## Ordery i odznaczenia
- Order Lenina (5 listopada 1945)[1]
- Order Czerwonego Sztandaru Pracy (3 listopada 1944)
- Order „Znak Honoru”